# British League Cup
La British League Cup (littéralement, Coupe de la ligue britannique) est un tournoi amical de football organisé en 1902 à Glasgow. 
La compétition doit alors permettre de lever des fonds de soutien aux victimes du désastre d'Ibrox, un accident survenu le 5 avril 1902 dans les tribunes du stade Ibrox Park pendant un match international entre l’Écosse et l’Angleterre dans le cadre du British Home Championship. La chute de la tribune Ouest cause la mort de vingt-cinq supporters et fait des centaines de blessés.
Les clubs invités sont les vainqueurs et les dauphins des championnats anglais (Sunderland et Everton) et écossais (Rangers et Celtic). Les deux clubs écossais se retrouvent en finale, organisée au Cathkin Park de Glasgow, où devant 12 000 spectateurs, le Celtic l'emporte trois buts à deux (après prolongation) grâce à un triplé de Jimmy Quinn.